# Winter-Asienspiele 2025/Teilnehmer (Indonesien)
| Gelbes Symbol für Goldmedaillen mit stilisierten Olympischen Ringen | Graues Symbol für Silbermedaillen mit stilisierten Olympischen Ringen | Braundes Symbol für Bronzemedaillen mit stilisierten Olympischen Ringen |
| ------------------------------------------------------------------- | --------------------------------------------------------------------- | ----------------------------------------------------------------------- |
| —                                                                   | —                                                                     | —                                                                       |

Indonesien nahm an den Winter-Asienspiele 2025 in Harbin teil. Es war dies die erste Teilnahme an Asien-Winterspielen.

## Teilnehmer nach Sportarten

### Eiskunstlauf
| Athleten                                     | Wettbewerbe | Kurzprogramm/ Rhythmustanz | Kurzprogramm/ Rhythmustanz | Kür    | Kür  | Gesamt | Gesamt |
| Athleten                                     | Wettbewerbe | Punkte                     | Rang                       | Punkte | Rang | Punkte | Rang   |
| -------------------------------------------- | ----------- | -------------------------- | -------------------------- | ------ | ---- | ------ | ------ |
| Frauen                                       |             |                            |                            |        |      |        |        |
| Kelly Elizabeth Supangat                     | Einzel      | 30,58                      | 17                         | 67,77  | 16   | 98,35  | 16     |
| Michelle Edgina Axille                       | Einzel      | DNS                        | DNS                        | DNS    | DNS  | DNS    | DNS    |
| Mixed                                        |             |                            |                            |        |      |        |        |
| Dwiki Eka Ramadhan Tasya Putri Setiabudiawan | Eistanz     | 35,51                      | 6                          | 54,63  | 6    | 90,14  | 6      |

### Shorttrack
| Athleten                   | Wettbewerb | Vorläufe     | Vorläufe | Viertelfinale | Viertelfinale | Halbfinale    | Halbfinale    | Finale A/B    | Finale A/B    | Rang          |
| Athleten                   | Wettbewerb | Zeit         | Rang     | Zeit          | Rang          | Zeit          | Rang          | Zeit          | Rang          | Rang          |
| -------------------------- | ---------- | ------------ | -------- | ------------- | ------------- | ------------- | ------------- | ------------- | ------------- | ------------- |
| Männer                     |            |              |          |               |               |               |               |               |               |               |
| Marva Kayana Putra Firdaus | 500 m      | 43,898 s     | 4        | ausgeschieden | ausgeschieden | ausgeschieden | ausgeschieden | ausgeschieden | ausgeschieden | ausgeschieden |
| Marva Kayana Putra Firdaus | 1000 m     | 1:32,880 min | 4        | ausgeschieden | ausgeschieden | ausgeschieden | ausgeschieden | ausgeschieden | ausgeschieden | ausgeschieden |
| Marva Kayana Putra Firdaus | 1500 m     | 2:34,706 min | 5        | ausgeschieden | ausgeschieden | ausgeschieden | ausgeschieden | ausgeschieden | ausgeschieden | ausgeschieden |
| Arsa Mizan Putra Firdaus   | 500 m      | 46,054 s     | 4        | ausgeschieden | ausgeschieden | ausgeschieden | ausgeschieden | ausgeschieden | ausgeschieden | ausgeschieden |
| Arsa Mizan Putra Firdaus   | 1000 m     | 1:37,456 min | 4        | ausgeschieden | ausgeschieden | ausgeschieden | ausgeschieden | ausgeschieden | ausgeschieden | ausgeschieden |
| Arsa Mizan Putra Firdaus   | 1500 m     | 2:32,305 min | 5        | ausgeschieden | ausgeschieden | ausgeschieden | ausgeschieden | ausgeschieden | ausgeschieden | ausgeschieden |